# Nuoto artistico ai campionati europei di nuoto 2022 - Programma libero duo femminile
La competizione di duo femminile programma libero di nuoto artistico ai Campionati europei di nuoto 2022 si è disputata dal 12 al 13 agosto 2022 presso il Foro Italico di Roma, in Italia.

## Risultati
La qualificazione si è svolta il 12 agosto 2024 mentre la finale si è svolta il 13 agosto.
| Pos     | Atleta        | NOC                                          | Quali   | Quali | Finale  | Finale |
| Pos     | Atleta        | NOC                                          | Punti   | Pos   | Punti   | Pos    |
| ------- | ------------- | -------------------------------------------- | ------- | ----- | ------- | ------ |
| Oro     | Ucraina       | Maryna Aleksiiva Vladyslava Aleksiiva        | 94.3667 | 1     | 94.7333 | 1      |
| Argento | Austria       | Anna-Maria Alexandri Eirini-Marina Alexandri | 92.6000 | 2     | 93.0000 | 2      |
| Bronzo  | Italia        | Linda Cerruti Costanza Ferro                 | 90.6667 | 3     | 91.7000 | 3      |
| 4       | Grecia        | Sofia Malkogeorgou Evangelia Platanioti      | 90.0000 | 4     | 90.2667 | 4      |
| 5       | Paesi Bassi   | Bregje de Brouwer Marloes Steenbeek          | 86.1000 | 5     | 87.1667 | 5      |
| 6       | Israele       | Shelly Bobritsky Ariel Nassee                | 85.0667 | 6     | 86.0333 | 6      |
| 7       | Regno Unito   | Kate Shortman Isabelle Thorpe                | 83.9667 | 7     | 84.9667 | 7      |
| 8       | Germania      | Marlene Bojer Michelle Zimmer                | 83.7333 | 8     | 83.6337 | 8      |
| 9       | Portogallo    | Maria da Silva Jorge Cheila Vieira           | 80.9667 | 9     | 81.2000 | 9      |
| 10      | San Marino    | Jasmine Verbena Jasmine Zonzini              | 80.6333 | 10    | 81.100  | 10     |
| 11      | Liechtenstein | Noemi Büchel Nadina Klauser                  | 78.5333 | 11    | 79.4000 | 11     |
| 12      | Rep. Ceca     | Karolína Klusková Aneta Mrázková             | 77.5333 | 12    | 77.5333 | 12     |
| 13      | Serbia        | Sofija Džipković Jelena Kontić               | 75.6000 | 13    | DNQ     | DNQ    |
| 14      | Croazia       | Antonija Huljev Klara Šilobodec              | 75.6000 | 14    | DNQ     | DNQ    |
| 15      | Bulgaria      | Nia Atanasova Dalia Penkova                  | 74.6667 | 15    | DNQ     | DNQ    |
| 16      | Svezia        | Anna Högdal Clara Ternström                  | 78.5333 | 16    | DNQ     | DNQ    |
| 17      | Danimarca     | Karoline Christensen Mia Heide               | 71.1000 | 17    | DNQ     | DNQ    |
| 18      | Turchia       | Selin Telci Ece Üngör                        | 70.9333 | 18    | DNQ     | DNQ    |